# Ruda (rejon postawski)
Ruda (biał. Рудае; ros. Рудое) – wieś na Białorusi, w obwodzie witebskim, w rejonie postawskim, w sielsowiecie Kozłowszczyzna.

## Historia
W czasach zaborów w granicach Imperium Rosyjskiego.
W dwudziestoleciu międzywojennym wieś leżała w Polsce, w województwie wileńskim, w powiecie duniłowickim (od 1926 postawskim), w gminie Łuck (od 1927 gmina Kozłowszczyzna).
Według Powszechnego Spisu Ludności z 1921 roku zamieszkiwało tu 241 osób, 152 było wyznania rzymskokatolickiego, 89 prawosławnego. Jednocześnie 175 mieszkańców zadeklarowało polską przynależność narodową a 66 białoruska. Było tu 46 budynków mieszkalnych. W 1931 w 51 domach zamieszkiwało 256 osoby.
Miejscowość należała do parafii rzymskokatolickiej w Mosarzu i prawosławnej w Osinogródku. Podlegała pod Sąd Grodzki w Duniłowiczach i Okręgowy w Wilnie; właściwy urząd pocztowy mieścił się w Kozłowszczyźnie.
W 1938 roku miejscowość należała do gromady Żuperki gminy Kozłowszczyzna.